# ITF Women’s World Tennis Tour

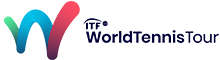
Logo der Tour

Die ITF Women’s World Tennis Tour (bis 2018 ITF Women’s Circuit) ist eine Turnierserie im Damentennis, die von der International Tennis Federation im Rahmen des ITF Pro Circuit organisiert wird. Die Serie ist der Unterbau der WTA Tour; eine Spielerin kann sich hier Punkte für die Weltrangliste erspielen, um bei einem WTA-Turnier antreten zu können. In jedem Jahr finden hunderte ITF-Turniere statt, die mit $15.000 bis $100.000 dotiert sind. Teilnahmeberechtigt sind Spielerinnen ab 14 Jahren.

## Weltranglistenpunkte (Saison 2021)
Abhängig von der erreichten Runde erhalten die Spielerinnen folgende Punkte für die WTA-Weltrangliste (Kategorien: 25.000 bis 100.000) oder für die ITF-Rangliste (Kategorie: 15.000):
| Turnierkategorie                    | S                      | F                      | HF                     | VF                     | AF                     | R32                    | Q                      | Q2                     | Q1                     |
| ↓ WTA Ranking Points ↓              | ↓ WTA Ranking Points ↓ | ↓ WTA Ranking Points ↓ | ↓ WTA Ranking Points ↓ | ↓ WTA Ranking Points ↓ | ↓ WTA Ranking Points ↓ | ↓ WTA Ranking Points ↓ | ↓ WTA Ranking Points ↓ | ↓ WTA Ranking Points ↓ | ↓ WTA Ranking Points ↓ |
| ----------------------------------- | ---------------------- | ---------------------- | ---------------------- | ---------------------- | ---------------------- | ---------------------- | ---------------------- | ---------------------- | ---------------------- |
| ITF W100+H1 (E)                     | 150                    | 90                     | 55                     | 28                     | 14                     | 1                      | 6                      | 4                      | –                      |
| ITF W100+H1 (D)                     | 150                    | 90                     | 55                     | 28                     | 1                      | –                      | –                      | –                      | –                      |
| ITF W100 (E)                        | 140                    | 85                     | 50                     | 25                     | 13                     | 1                      | 6                      | 4                      | –                      |
| ITF W100 (D)                        | 140                    | 85                     | 50                     | 25                     | 1                      | –                      | –                      | –                      | –                      |
| ITF W80+H1 (E)                      | 130                    | 80                     | 48                     | 24                     | 12                     | 1                      | 5                      | 3                      | –                      |
| ITF W80+H1 (D)                      | 130                    | 80                     | 48                     | 24                     | 1                      | –                      | –                      | –                      | –                      |
| ITF W80 (E)                         | 115                    | 70                     | 42                     | 21                     | 10                     | 1                      | 5                      | 3                      | –                      |
| ITF W80 (D)                         | 115                    | 70                     | 42                     | 21                     | 1                      | –                      | –                      | –                      | –                      |
| ITF W60+H1 (E)                      | 100                    | 60                     | 36                     | 18                     | 9                      | 1                      | 5                      | 3                      | –                      |
| ITF W60+H1 (D)                      | 100                    | 60                     | 36                     | 18                     | 1                      | –                      | –                      | –                      | –                      |
| ITF W60 (E)                         | 80                     | 48                     | 29                     | 15                     | 8                      | 1                      | 5                      | 3                      | –                      |
| ITF W60 (D)                         | 80                     | 48                     | 29                     | 15                     | 1                      | –                      | –                      | –                      | –                      |
| ITF W25+H1 (E)                      | 60                     | 36                     | 22                     | 11                     | 6                      | 1                      | 2                      | –                      | –                      |
| ITF W25+H1 (D)                      | 60                     | 36                     | 22                     | 11                     | 1                      | –                      | –                      | –                      | –                      |
| ITF W25 (E)                         | 50                     | 30                     | 18                     | 9                      | 5                      | 1                      | 1                      | –                      | –                      |
| ITF W25 (D)                         | 50                     | 30                     | 18                     | 9                      | 1                      | –                      | –                      | –                      | –                      |
| ITF W15 (auch +H) (E)               | 10                     | 6                      | 4                      | 2                      | 1                      | –                      | –                      | –                      | –                      |
| ITF W15 (auch +H) (D)               | 10                     | 6                      | 4                      | 1                      | -                      | –                      | –                      | –                      | –                      |
| ↓ ITF World Tennis Ranking Points ↓ |                        |                        |                        |                        |                        |                        |                        |                        |                        |
| ITF W25+H1 (E)                      | -                      | -                      | -                      | -                      | -                      | -                      | 4                      | 1                      | –                      |
| ITF W25+H1 (D)                      | -                      | -                      | -                      | -                      | -                      | –                      | –                      | –                      | –                      |
| ITF W25 (E)                         | -                      | -                      | -                      | -                      | -                      | -                      | 3                      | 1                      | –                      |
| ITF W25 (D)                         | -                      | -                      | -                      | -                      | -                      | –                      | –                      | –                      | –                      |
| ITF W15+H1 (E)                      | -                      | -                      | -                      | -                      | -                      | -                      | 3                      | 1                      | –                      |
| ITF W15+H1 (D)                      | -                      | -                      | -                      | -                      | -                      | –                      | –                      | –                      | –                      |
| ITF W15 (E)                         | -                      | -                      | -                      | -                      | -                      | -                      | 2                      | 1                      | –                      |
| ITF W15 (D)                         | -                      | -                      | -                      | -                      | -                      | –                      | –                      | –                      | –                      |

- 1 Hospitality